# رايموند إل. إريكسون
رايموند إل. إريكسون (بالإنجليزية: Raymond L. Erikson)‏ هو عالم أحياء جزيئية وأحيائي أمريكي، ولد في 24 يناير 1936.